# CL-20
A CL-20 (kémiai nevén 2,4,6,8,10,12-hexanitro-2,4,6,8,10,12-hexaaza-izowurtzitán, vagy HNIW) egy kémiai robbanóanyag. A nitraminok családjába tartozik, mint a hexogén és az oktogén. Magas előállítási költségei miatt ma még nincs kereskedelmi felhasználása. Jelenleg az amerikai haditengerészet végez kutatásokat olyan rakéta-hajtóanyagokkal, amelyeknek az észlelhetőségét CL-20-szal csökkentik (kevesebb füst).

## Előállítása
Elsőként 1987-ben az amerikai Naval Air Warfare Center-nél China Lake-ben állították elő.
Háromlépéses szintézisében először benzilamin (1) reagál glioxállal (2) savkatalitikus folyamatban. Ekkor képződik a hexaaza-izowurtzitán váz hexabenzil-származéka (3). A második lépésben a benzil-csoportokból négyet katalitikus hidrogénezéssel majd ecetsavanhidriddel való acilezéssel acil-csoportokra cserélnek (4). Végül fokozatosan – először nitrozo-tetrafluoroboráttal (NOBF4), majd nitrónium-tetrafluoroboráttal (NO2BF4) – nitrálják (5).